# Tangkas Juniors 2012
Das Tangkas Juniors 2012 als bedeutendstes internationales Nachwuchsturnier von Indonesien im Badminton fand vom 9. bis zum 14. Juli 2012 in Jakarta statt.

## Sieger und Platzierte
| Disziplin    | Gold                                           | Silber                                           | Bronze                                         |
| ------------ | ---------------------------------------------- | ------------------------------------------------ | ---------------------------------------------- |
| Herreneinzel | Khosit Phetpradab                              | Pannawit Thongnuam                               | Sitthikom Thammasin                            |
| Herreneinzel | Khosit Phetpradab                              | Pannawit Thongnuam                               | Fikri Ihsandi Hadmadi                          |
| Dameneinzel  | Setyana Mapasa                                 | Hana Ramadhini                                   | Aurum Oktavia Winata                           |
| Dameneinzel  | Setyana Mapasa                                 | Hana Ramadhini                                   | Ruselli Hartawan                               |
| Herrendoppel | Hafiz Faizal Putra Eka Rhoma                   | Rafiddias Akhdan Nugroho Kevin Sanjaya Sukamuljo | Arya Maulana Aldiartama Edi Subaktiar          |
| Herrendoppel | Hafiz Faizal Putra Eka Rhoma                   | Rafiddias Akhdan Nugroho Kevin Sanjaya Sukamuljo | Hantoro Arsya Isnanu Ardi Putra                |
| Damendoppel  | Melati Daeva Oktavianti Rosyita Eka Putri Sari | Miyuki Kato Ami Ueno                             | Tri Okta Selina Monika Intan Tutiharta         |
| Damendoppel  | Melati Daeva Oktavianti Rosyita Eka Putri Sari | Miyuki Kato Ami Ueno                             | Mareta Dea Giovani Imma Muthiah Khairunnisa    |
| Mixed        | Edi Subaktiar Melati Daeva Oktavianti          | Tedi Supriadi Della Augustia Surya               | Arsya Isnanu Ardi Putra Rosyita Eka Putri Sari |
| Mixed        | Edi Subaktiar Melati Daeva Oktavianti          | Tedi Supriadi Della Augustia Surya               | Yodhi Satrio Ni Ketut Mahadewi Istarani        |